# The Great Mass
The Great Mass — восьмий студійний альбом грецького дез-метал гурту Septicflesh, що вийшов в 2011. Диск названий найкращим альбомом у стилі Симфо-метал за версією Metal Storm Awards-2011.

## Про альбом
The Great Mass другий альбом після возз'єднання гурту в 2007 році. Septicflesh випустили перед цим альбомом Communion. Диск поєднав у собі оркестрову музику і метал.
 The Great Mass  - один з найбільш вдалих альбомів Septicflesh. Як і раніше, Septicflesh продовжують грати у стилі  Atmospheric Death Metal,  Symphonic Death Metal. Вокал складається з гроулінга  Сета і «чистого » голоса  Сотіріса Ваєнаса. Разом з металом поєднується класична музика. Оркестрові партії записані з  Празьким Філармонічним Оркестром, включаючи повний хор і дитяче сопрано. Величезну роль у звучанні альбому зіграли Крістос Антоніу гітарист і семпліст гурту, Сотіріс Ваєнас вокаліст і гітарист гурту і Пітер Тагтгрен, відомий продюсер і музикант, змікшовано альбом на лейблі Season of Mist.

## Список композицій
| #   | Назва                       | Тривалість |
| --- | --------------------------- | ---------- |
| 1.  | «The Vampire from Nazareth» | 4:08       |
| 2.  | «A Great Mass of Death»     | 4:46       |
| 3.  | «Pyramid God»               | 5:13       |
| 4.  | «Five-Pointed Star»         | 4:33       |
| 5.  | «Oceans of Grey»            | 5:11       |
| 6.  | «The Undead Keep Dreaming»  | 4:29       |
| 7.  | «Rising»                    | 3:16       |
| 8.  | «Apocalypse»                | 3:55       |
| 9.  | «Mad Architect»             | 3:36       |
| 10. | «Therianthropy»             | 4:28       |

## Учасники запису
- Спірос Антоніу — вокал, бас
- Сотіріс Ваєнас — вокал, гітара
- Крістос Антоніу — гітара, семплування
- Фотіс Бенардо — барабани
- Babis «Bob» Katsionis — клавішні
- Androniki Skoula (Chaostar) — мецо-сопрано
- Iliana Tsakiraki (Meden Agan) — сопрано
- George Diamantopoulos (Chaostar) — кавал, танбур